# Francesco Ruopolo
Francesco Ruopolo est un footballeur italien né le 10 mars 1983 à Aversa, dans la province de Caserte en Campanie. Il évolue au poste d'attaquant.

## Biographie
Francesco Ruopolo possède 23 sélections (4 buts) en équipe d'Italie des moins de 20 ans. Avec cette équipe, il est finaliste du Tournoi de Toulon en 2003. Il est également meilleur buteur de ce tournoi. 
Il joue 16 matchs en Série A.

## Clubs successifs
- 2002-2003 : Pro Patria Gallaratese (prêt, 32 matchs et 4 buts en Serie C1)
- 2003-2004 : AS Cittadella (prêt, 31 matchs et 6 buts en Serie C1)
- 2004-2005 : Parme FC (10 matchs en Serie A)
- 2005 : Lokomotiv Moscou (prêt, 7 matchs et 0 buts Russie)
- 2005-2006 : Parme FC (6 matchs en Serie A)
- 2006-2007 : US Triestina (13 matchs et 0 buts Serie B)
- 2007 : UC AlbinoLeffe (19 matchs et 8 buts en Serie B)
- 2007-2008 : UC AlbinoLeffe (43 matchs et 12 buts en Serie B)
- 2008-2009 : UC AlbinoLeffe (40 matchs et 13 buts en Serie B)
- 2009-2010 : UC AlbinoLeffe (31 matchs et 7 buts en Serie B)
- 2010-2011 : Atalanta Bergame (31 matchs et 8 buts en Serie B)
- 2011-2012 : Calcio Padoue